# Aflandshage
Aflandshage er den sydlige spids af Amager. En stor del af området hører under forsvaret, og har under den kolde krig, været hjemsted for et HAWK batteri.
Under 2. verdenskrig, i 1942, blev gårdene Birkelund, Aflandshagegård og Sandagergård eksproprieret, og der blev oprettet et skydeterræn som blev brugt i årtier.
Under den kolde krig blev området omkring Kanalvej/Natosøen et sted hvor Nike Ajax/Nike Hercules batteri Kongelunden blev oprettet. Hawk batterierne blev oprettet ved gården Birkelund nu kaldet Pionergården.
Området blev benyttet som skydeterræn. Omkring 1963 blev der skudt med skarpt i området.
Konstabelelever fra Jonstruplejren lærte her at skyde med skarpt.
Senere er ammunitionsrydningscenter Sjælland, bomberydderne med rullemarie samt senere Ammunitionsrydningskompagniet under 3. Ingeniørbataljon flyttet fra Farum til Aflandshage ind på Pionergården.
En havvindmøllepark af samme navn med 26 vindmøller var planlagt i Køge Bugt.

## Natur
Der er nu adgangsforbud på Aflandshage. En del af området er fredet.
Strandenge og overdrev, kystlaguner og strandsøer, i alt ca. 385 hektar landareal og ca. 935 hektar til vands er fredet og er fuglebeskyttelsesområde, og en del af område "143 Vestamager og havet syd for" på listen over Internationale naturbeskyttelsesområder i Danmark under Natura 2000-netværket.

### Etymologi
Navnet på Amager betegner vist oprindeligt Amagers sydspids Aflandshage som Amagerlandshage, af olddansk Amihaki dannet af ami et gammelt navn på sundet mellem Sjælland og Amager + haki = hage.